# Rally San Froilán
El Rally San Froilán, también conocido como Rally de Lugo, es una competición de rally que se disputa anualmente en la provincia de Lugo (España), desde 1978 por la Escudería Miño y es puntuable para el Campeonato de Galicia de Rally. Entre 1985 y 1998 también lo fue para el Campeonato de España de Rally.

## Palmarés
| Año  | Edición                    | Piloto                | Copiloto            | Automóvil                  | Series  |
| ---- | -------------------------- | --------------------- | ------------------- | -------------------------- | ------- |
| 1978 | 1.º Rallye de San Froilán  | Oanes                 | Vázquez             | Alpine 1600                |         |
| 1979 | 2.º Rallye de San Froilán  | González              | López               | Seat FU 1800               |         |
| 1980 | 3.º Rallye de San Froilán  | Cleherc               | Vázquez             | Porsche 911                |         |
| 1982 | 4.º Rallye de San Froilán  | Martínez              | Barthe              | Porsche 911                |         |
| 1983 | 5.º Rallye de San Froilán  | Beny Fernández        | José Luis Sala      | Porsche 911                |         |
| 1984 | 6.º Rallye de San Froilán  | Beny Fernández        | José Luis Sala      | Porsche 911                | Copa    |
| 1985 | 7.º Rallye de San Froilán  | Salvador Serviá       | Jordi Sabater       | Lancia Rally 037           | España  |
| 1986 | 8.º Rallye de San Froilán  | Salvador Serviá       | Jordi Sabater       | Lancia Rally 037           | España  |
| 1987 | 9.º Rallye San Froilán     | Carlos Sainz          | Antonio Boto        | Ford Sierra RS Cosworth    | España  |
| 1988 | 10.º Rallye San Froilán    | Salvador Serviá       | Jordi Sabater       | Lancia Delta Integrale     | España  |
| 1989 | 11.º Rallye de San Froilán | Daniel Alonso         | Salvador Belzunces  | Ford Sierra RS Cosworth    | Copa    |
| 1990 | 12.º Rallye de San Froilán | Germán Castrillón     | Estrella Castrillón | Ford Sierra RS Cosworth    | Copa    |
| 1991 | 13.º Rallye de San Froilán | «Carlos»              | Heriberto Rodríguez | Mercedes-Benz 190E 2.3 16V | Copa    |
| 1992 | 14.º Rallye San Froilán    | Ricardo Avero         | Nazer Ghuenim       | Mitsubishi Galant VR4      | España  |
| 1993 | 15.º Rallye San Froilán    | Josep María Bardolet  | Joaquim Muntada     | Opel Astra GSI             | CERA    |
| 1994 | 16.º Rallye San Froilán    | Oriol Gómez           | Marc Martí          | Renault Clio Williams      | CERA    |
| 1995 | 17.º Rallye San Froilán    | Jesús Puras           | Carlos del Barrio   | Citroën ZX 16v             | CERA    |
| 1996 | 18.º Rallye San Froilán    | Luis Climent          | José Antonio Muñoz  | Citroën ZX 16v             | CERA    |
| 1997 | 19.º Rallye San Froilán    | Daniel Alonso         | Salvador Belzunces  | Ford Escort Maxi Kit Car   | CERA    |
| 1998 | 20.º Rallye San Froilán    | Luis Climent          | José Antonio Muñoz  | Renault Mégane Maxi        | CERA    |
| 1999 | 21.º Rallye San Froilán    | Germán Castrillón     | Estrella Castrillón | Mitsubishi Lancer Evo IV   | Galicia |
| 2000 | 22.º Rallye San Froilán    | Germán Castrillón     | Estrella Castrillón | Mitsubishi Lancer Evo VI   | Galicia |
| 2001 | 23.º Rallye San Froilán    | Germán Castrillón     | Estrella Castrillón | Mitsubishi Lancer Evo VI   | Galicia |
| 2002 | 24.º Rallye San Froilán    | Germán Castrillón     | Estrella Castrillón | Mitsubishi Lancer Evo IV   | Galicia |
| 2003 | 25.º Rallye San Froilán    | Germán Castrillón     | Estrella Castrillón | Mitsubishi Lancer Evo IV   | Galicia |
| 2004 | 26.º Rallye San Froilán    | Pedro Burgo           | Marcos Burgo        | Mitsubishi Lancer Evo VIII | Galicia |
| 2005 | 27.º Rallye Cidade de Lugo | Pedro Burgo           | Marcos Burgo        | Mitsubishi Lancer Evo VIII | Galicia |
| 2006 | 28.º Rallye Cidade de Lugo | Pedro Burgo           | Marcos Burgo        | Mitsubishi Lancer Evo VIII | Galicia |
| 2007 | 29.º Rallye San Froilán    | «Bamarti»             | Manuel Campos       | Peugeot 306 Kit Car        | Galicia |
| 2008 | 30.º Rallye San Froilán    | Pedro Burgo           | Marcos Burgo        | Mitsubishi Lancer Evo VIII | Galicia |
| 2009 | 31.er Rallye San Froilán   | Pedro Burgo           | Marcos Burgo        | Mitsubishi Lancer Evo VIII | Galicia |
| 2010 | 32.º Rallye San Froilán    | Sergio Vallejo        | Moncho López        | Skoda Octavia WRC          | Galicia |
| 2011 | 33.º Rallye San Froilán    | Pedro Burgo           | Marcos Burgo        | Ford Focus WRC             | Galicia |
| 2012 | 34.º Rally San Froilán     | José Antonio Iglesias | Jacobo Núñez        | Mitsubishi Lancer Evo X    | Galicia |
| 2013 | 35.º Rallye San Froilán    | Sergio Vallejo        | Diego Vallejo       | Porsche 997 GT3 RS 3.6     | Galicia |
| 2014 | 36.º Rallye San Froilán    | Iván Ares             | Álvaro Bañobre      | Porsche 997 GT3 RS 3.6     | Galicia |
| 2015 | 37.º Rallye San Froilán    | Iván Ares             | Álvaro Bañobre      | Porsche 997 GT3 RS 3.8     | Galicia |
| 2016 | 38.º Rallye San Froilán    | Sergio Vallejo        | Diego Vallejo       | Citroën DS3 R5             | Galicia |
| 2017 | 39.º Rallye San Froilán    | Adrián Díaz Pérez     | Andrea Lamas        | Škoda Fabia R5             | Galicia |
| 2018 | 40.º Rallye San Froilán    | Víctor Senra          | David Vázquez       | Ford Fiesta R5             | Galicia |
| 2019 | 41.º Rallye San Froilán    | Alberto Meira         | José Murado         | Citroën DS3 R5             | Galicia |
| 2020 | 42.º Rallye San Froilán    | Víctor Senra          | David Vázquez       | Škoda Fabia Rally2 evo     | Galicia |
| 2021 | 43.º Rallye San Froilán    | Alberto Meira         | «Zequinini»         | Škoda Fabia R5             | Galicia |
| 2022 | 44.º Rallye San Froilán    | Alberto Meira         | Avelino Martínez    | Škoda Fabia R5             | Galicia |